# 吃音症
吃音（きつおん、英: stuttering，stammering）とは、言葉が円滑に話せない、スムーズに言葉が出てこないこと。非流暢発話状態のひとつ。
構音障害・言い淀みなどとは区別されるが、合併する場合もある。
吃音には、幼児期から始まる発達性吃音と、発達性吃音のなかった人に脳の疾病や精神的・心理的な問題によって引き起こる獲得性吃音がある。
「発語時に言葉が連続して発せられる（連発）」、「瞬間あるいは一時的に無音状態が続く（難発）」「語頭を伸ばして発音してしまう（延発）」などの症状を示す。WHO（世界保健機関）の疾病分類ICD-10では、吃音であり、米国精神医学会の以前のDSM-IVでは吃音、2013年のDSM-5（『精神障害の診断と統計マニュアル』第5版）では 小児期発症流暢症/小児期発症流暢障害（吃音）と障害が併記され、英語表記で、Childhood‒Onset Fluency Disorder (Stuttering) の診断名である。
日本国内においては吃音症、どもりとも言われているが、特に近年「どもり」は差別用語や放送禁止用語とみなされており、公の場で使われなくなってきている。
治療法や支援方法については、「吃音症#治療・支援」を参照。

## 定義
精神医学的障害の一種である。吃音の主流の定義は、(1)音の繰り返しや、つまりなどの言語症状が明確である(2)明確な根拠が脳や発語器官等の器質に求められない(3)自身が流暢に話せないことに対する予期・不安に悩み、逃避しようとすること、であるとされる。

## 症状
突然、特定の言葉が発しにくくなる疾病。
失語症者に見られるよく似た言語行動は「吃様症状」として吃音とは区別される。非吃音者があせって早口で話す時に「つかえる」ことや、テレビ番組の出演者が使う「噛む」こととも異なる。
症状の個人差が非常に大きいことに加え、一人ひとりの中でも変動(発しにくい音、頻度、吃音症状が引き起こされる条件などが変わる)が大きいことが特徴である。

### 言語症状
吃音の言語面での症状を大きく分けると以下の3つの型となり、これらは吃音の核となる症状と考えられている。
連声型（連発、連続型）
発声が「お、お、おは、おはようございます」などと、ある言葉を連続して発声する状態。
伸発
「おーーーはようございます」と、語頭の音が引き伸ばされる状態。
無声型（難発、無音型）
「……お（無音）」となり、最初の言葉から後ろが続かない状態。
また完全に最初から空気を失ったように声が出ない状態の場合もある。

### 随伴症状
瞬き、体をこする、手足を振るなど、吃音状態を脱するために試みる動作が定着したもの。

### 情緒性反応
吃音の予期や不安、結果によって起こる表情や態度の変化。先を急ぐ・小声になる・単調になるなど話し方が変化したり、赤面・視線をそらす・攻撃的態度を取ったりする場合がある。

### 工夫
吃音を解除するための工夫から生まれる特有の話し方。間を開けたり間投詞を挿入する「延期」や、速度をあげたり弾みをつける「助走」、いったん発話を中止する「解除」に分類される。

### 回避
吃音に対する意識が強まると、会話機会を遠ざける・話を途中でやめる・相手の発言を待つ・ジェスチャーの多用・ことばや語順の言い換えなどの回避症状が出現する。

## 原因
吃音の原因は未だ解明に至っていない。これまでにさまざまな原因が指摘されてきたが、どれも吃音の全体を説明するには至っていない。また、ある種の吃音の原因は痙攣性発声障害の場合もある。
現在では、遺伝子解析や脳科学など、さまざまな観点から原因の研究が進められている。

### 吃音の原因をめぐる研究史
19世紀のヨーロッパにおいては、吃音の原因は発語・呼吸器官にあると考えられており、治療も、呼吸や発声練習が中心だった。20世紀初頭になると、脳の問題が指摘されるようになる。具体的には利き手を無理に矯正したことが原因で、左右の脳からの運動指令に混乱が生じ、吃音につながったと考えられた。ここからアメリカでは利き手矯正をやめようという動きが生じたが、吃音になる人の数は減らなかった。のちに利き手矯正が吃音発症と関係ないことが証明されている。
1940年代には、心理的な原因が指摘され、アメリカの心理学者ウェンデル・ジョンソンは「診断起因説」を発表した。これは、吃音は子どもの口からではなく親の耳から始まる。正常な非流暢性が吃音とレッテルをはられ、本人に意識させることによって、吃音が始まるという考え方である。この考え方はかなり流通したが、さまざまな研究者によって反論され、1970年代頃には、診断起因説は廃れていった。
また、かつての仮説では吃音の原因として人真似や親の愛情不足などが挙げられていた。しかし、これらの仮説は否定され、1990年代以降には、吃音の原因を家庭環境ではなく生得的体質や遺伝に求める理論が出現した。

### 脳科学的アプローチ
2000年前後から、米国テキサス大学サンアントニオ健康科学センターの Research Imaging Center などで、「吃音は脳神経の機能不全によるもの」という脳神経科学の視座から研究が進み、『脳機能障害』であるとの見解が出てきている。日本においても吃様の類似の症候群としての吃音は、脳内物質や脳神経、脳幹部の海馬や扁桃体などに関連しているとする研究論文が2002年に日本音声言語医学会に発表され、吃音は発語運動に関連する脳内の神経回路のどの部分が機能不全を起こしても発症し、脳神経の3つの回路と2つの機能レベルに分けられること、このそれぞれの機能不全によって、吃音の種類や性質も異なるとされる。
吃音者と非吃音者の脳をMRIで検査した比較研究からは、非吃音者は発語時に左脳が優位であるが、吃音者は右脳が過活動し、言語に関わる左右の運動野などの機能分化が進んでおらず、言語と非言語（舌の動きなど）の両方に関わる運動野の部位で協調性が低下しており、言語運動の開始や抑制に関連した脳部位の活動が明瞭ではないなど、非吃音者とは異なる働きをしていることが分かり、1931年にリー・エドワード・トラヴィスが提唱した『大脳半球優位説』が科学的に解明された。
それによると、一次運動野、運動前野、補足運動野、前頭前野、頭頂葉、小脳（神経線維の白質）、大脳辺縁系、大脳基底核などに異常をきたしているとして、国内外などにおいて研究が進められている。

### 遺伝学的アプローチ
吃音に関連する遺伝子が少しずつ特定されてきている。
アメリカ国立衛生研究所の遺伝子学者であるデニス・ドレイナは、パキスタンの吃音者を沢山出している家系を調べ、発症に関係ありそうな突然変異した遺伝子を突き止めた。また、カメルーンの吃音がある一族の研究を通じて、さらに吃音関連遺伝子を突き止めた。
アメリカの研究者チャンス・カンらの研究によれば、12番染色体のGNPTABと呼ばれる遺伝子の突然変異が吃音の発症に関係があるという。GNPTABの異常により細胞内の老廃物を処理するリソソームの異常がもたらされ、その結果脳の白質形成が正常に行われず、脳の構造・機能が変化し、吃音の原因になるという。

## 診断
重症度の評価、合併症の検索、原因の診断が行われる。診断は、吃音の治療を手がけているST（言語聴覚士）がいる耳鼻咽喉科などの医師が行う。また神経内科などでも医師に吃音の知識があり、吃音治療を行うSTがいれば診断可能な場合がある。精神科や心療内科などでも、通院・在宅精神療法や投薬治療を受けず、初診料と再診料のみの診療報酬請求しか行わないならば、吃音症のみの診断名で基本的には受診可能である。
DSM-4TR
A. 正常な会話の流暢さと時間的構成の困難。（その人の年齢に不相応な）で、以下の 1 つまたはそれ以上のことがしばしば起こることに特徴づけられる。
1. 音と音節の繰り返し
2. 音の延長
3. 間投詞
4. 単語が途切れること（例：1 つの単語の中の休止）
5. 聞き取れる、または無言の停止（音を伴ったあるいは伴わない会話の休止）
6. 遠まわしの言い方（問題の言葉を避けて他の単語を使う）
7. 過剰な身体的緊張とともに発せられる言葉
8. 単音節の単語の反復（例：て て て てが痛い）

B. 流暢さの障害が学業的または職業的成績、または対人的コミュニケーションを妨害している。
C. 言語－運動または感覚器の欠如が存在する場合，会話の困難がこれらの問題に通常伴うものより過剰である。
診察時には吃音が出ない事もあり、様々な問診を組合せて行う事で発声障害や他の類似症状の疾患との鑑別を行う。

### 他の障害との併発
吃音児の約3分の1に構音障害が合併する。
また、一般的に周知されている発達障害である、自閉症、高機能自閉症、アスペルガー症候群、広汎性発達障害、ADHD、学習障害などと吃音が併発する場合もあることが報告されている。てんかん、精神発達遅滞も併存する場合もある。純粋吃音者は49%であり、何らかのその他の発達の症状が51%に見られるという。日本国内においても、発達障害・言語発達障害と吃音との関連が示唆された。

## 治療・支援
発達性吃音は自然治癒することもある。吃音の有症率と発症率の差から、発症者の8割程度は吃音が消失すると考えられるが、吃音が消失した子どもと継続する子どもの決定的な違いは解明されていない。一方で、自然治癒の時期を過ぎると根治は難しいという側面がある。
吃音には、発達性吃音と獲得性吃音（大きく神経原性吃音と心因性吃音に分かれる）があり、その中での個人差もあるため、それぞれの患者に応じた治療（通常、複数の有効な治療法を組み合わせた治療）を行う。薬物療法と認知行動療法や言語指導が用いられる。
青年期以降の吃音者に対する訓練法は、直接話し方にアプローチする直接法と、直接的には発話への働きかけを行わない間接法に大別される。基本的には言語障害などを治療する言語聴覚士 (ST) が治療を行う。

### 直接法
直接法の主要なものには、吃音が出にくいコントロールされた話し方を習得する流暢性形成法や、楽に吃ることを目標とする吃音緩和法などがある。しかし、直接法ではその人本来の話し方とは異なるコントロールされた不自然な話し方となるため違和感を持つ人もいる、治療効果の維持が難しいなどの短所も指摘される。
また、言語聴覚士などの専門家は、
- はじめの言葉をゆっくりと引き伸ばすように話す
- 力を抜いて柔らかい声でそっと話し出す
- ひとりごとのように話す
- ささやくような声で話す
- リズムに合わせて話す
- のど・舌・くちびる・口の力を抜いて話す
- 吐く息に母音（「あ・い・う・え・お」に当たる音）を乗せながら、母音をゆっくりと伸ばして発音する（「はあー」→「あー」・「ふうー」→「うー」など）

などの話し方のコツを伝えたり一緒にやってみたりすることを通して、本人のサポートを行う。加えて、同じ言葉を繰り返し話すことで吃音をする頻度が少しずつ減っていくことから、聞き手が話の内容をしっかりと聞き、褒めたり興味を持ったりなどの肯定的な反応を返していくことで、本人の話す意欲を高められるよう支援することも大切である。
- 言語療法：丹田部に力を入れ、第一語を引き伸ばしてゆっくり話す抑制法や、楽にどもりながら話すバウンズ法（修正法）など[要出典]。
- 呼吸法[要出典]
- 系統的脱感作療法的訓練：軽くどもりながらスピーチして馴化させたり、どもって緊張した場面や、訥言（どもり易い苦手な言葉）や嫌な場面を想像し、難易度や不安感の低い順に、抑制法や修正法などを交えながら発声訓練する矯正法。6 - 8名での訓練が効率的で効果的とされる。行動療法の一つ[要出典]。
- バルサルバ反射抑制法[要出典]
- 自助グループ[35]
- 吃音補助機械を利用した治療[35]：吃音補助機械には、遅延聴覚フィードバック(DAF)や周波数変換フィードバック(FAF)などがある。遅延聴覚フィードバック (DAF:Delayed auditory feedback)(AAF:Altered Auditory Feedback:聴覚変換フィードバックともいう)は、吃音のない人に、自分の話した声を200ミリ秒の遅れで聞きながらしゃべると人工的に吃音を発生させる機械である[24]。DAFの効果は、発話速度が遅くなり、通常の発声とは違ったようになることが挙げられる[24]。DAFを使用することによって、中枢性聴覚処理障害のない吃音者では流暢性の改善がみられたという研究結果がある[36]。また、周波数変換フィードバック (FAF:Frequency-shifted auditory feedback)(ASF:Altered Speech Feedback:話声変換フィードバックともいう)は、聴覚フィードバックする自分の声ピッチを少し上げる機械である[24]。FAFを吃音者に提示すると、流暢性が得られる[37] ことがある。吃音の人は、誰かもう1人の人と声を合わせるとどもりにくいという特徴があり、FAFによって「二人読み効果」が得られると言われている[24]。吃音補助機械のメカニズムを応用したり、聴覚的な音声情報だけでなく視覚的なフィードバックを行うことで吃音頻度の減少が見られる[38][39] という研究を踏まえ、海外では民間企業によりモバイルアプリケーションやプログラムの開発が行われている[40]。DAFやFAFを用いることで、吃音の頻度が下がったことを示す研究[41] があるとはいえ、吃音補助機械は万能ではない[24]。吃音補助機械は、最初のことばが出ない難発性吃音には、フィードバックする音声がないため効果がない[24]と言われている。

### 間接法
その代表的なものは、目白大学保健医療学部言語聴覚学科元教授の都筑澄夫が開発したメンタルリハーサル法である。これは、話し方に直接アプローチはせず、日常生活では話すことへの意識を向けず工夫や回避をしないように指導しながら、夜間寝る前に頭の中のイメージで毎日話す練習をするという手法をとる。
間接法は治療効果の維持は比較的良いとされるが、治療自体に時間が必要(平均２年から３年)であり、うつ病など精神疾患の合併があると用いることができない。

### 認知行動療法
吃音者の心理面に対して、認知行動療法（CBT：Cognitive Behavior Therapy）を用いた治療の効果が報告されている。マインドフルネスやアクセプタンス&コミットメント・セラピー（ACT：Acceptance and Commitment Therapy）などと呼ばれる方法もこれに含まれる。ACTを通して、価値の明確化（最も大切な活動・好きな活動を明確にすること）と行動活性化（そのような活動を吃音にとらわれず積極的に行っていくこと）を支援し、生活の質の向上と吃音の減少が実現した事例がある。また、ACTを用いた支援によって、吃音症状とうまく付き合えるようになることや、適応行動が増加することが示唆されている。
自助グループにおける認知行動療法的支援も行われている。参加者による困難感や対処方法の共有をサポートすることで、当事者同士がモデルとなり吃音との付き合い方を学ぶことができる。また、吃音症状は年齢の経過に伴い減弱していく場合も多いことから、症状が比較的顕著な児童生徒にとって、比較的年齢層の高い当事者と情報共有できる場があることは、自身が大人になるまでの症状の変化や対応策などについて見通しを持てるという点で有用であると考えられる。
社交不安症や場面緘黙症が併存する場合の治療法・支援方法については、「社交不安症#治療」や「場面緘黙症#治療」も参照。

### 環境調整
本人が吃音を持っていても安心して過ごせる環境を整備することも非常に重要である。たとえば学校での場合、学級担任がほかの児童生徒に対してしっかりと働きかけ、吃音は悪い事ではなく決して否定的な反応（からかい、まねなど）をすることのないよう、肯定的・受容的な態度をとるよう、あらかじめ指導しておく。同時に、授業において一人ずつ音読してもらうというスタイルをやめ、全員での音読（一斉読み）を常時採用したり、本人が困っているときは率先して手助けしたりするなどの配慮も大切である。また、話し方を決して責められず話の内容に焦点が当てられ、どのような話も温かく受け止められる環境づくりをすることも必要である。
「ゆっくり話して」「落ち着いて」といった指示や、詰まった言葉を言い直させ話し方を助言する等の行為は吃音を悪化させることがほとんどだが、吃音者を適切にサポートする環境があると、吃音は軽減する。具体的には、吃音があっても良いということを日頃から言葉や行動を通して伝えていくこと、詰まっても最後まで話を聞いてもらえる体験を積み重ねてもらうこと、吃音が決してからかわれない環境を作ること等によって、吃音者が吃音に向き合うハードルが下がり吃音は軽減し、生活の質 (QOL) も向上する。こうしたことについて保護者や教職員に心理教育を行い、環境調整を通した心理支援をしていくことも重要である。
また、周囲の反応によって自分の話し方は正しくない・おかしいと感じさせてしまうと、言葉を発することに躊躇するようになり、他者との交流自体を回避してしまう可能性がある。そのため、周囲が発話内容への適切な反応や共感をできるようにし、話をすることで他者と気持ちが通じ合う経験を多く持たせ、話をすること自体への不安を少なくする配慮も大切である。

#### 家族による支援
家族による支援で何よりも大切なのは、吃音をとがめるのではなく、本人のありのままを温かく認めることで、吃音による自己肯定感の低下を防いでいくことである。また、気になることや不安になることがあったら、気軽に言語聴覚士に相談することが大切である。
家族が本人と関わっていく上で大切なポイントとして、以下の点が挙げられる。
- 本人が安心して話すことのできる時間をつくる
- 言葉の先取りをせず、本人の話にじっくりと丁寧に耳を傾ける
- 話し方ではなく話の内容に着目し、興味をもって話を聞いたり笑顔で相づちを打ったりする
- 本人が話すことのできた言葉を、復唱したり要約したりする（「しっかりと伝わっている」・「受け止めてもらえている」という安心感を持つことができ、話す意欲が高まる）
- どのような話し方でも、言葉を伝えることのできた本人の意欲と行動を褒める

このような関わりを通して、本人の話す意欲と自己肯定感を育んでいくことが重要である。
なお、吃音は発達障害者支援法の対象となっており、様々な行政サービスが受けられるようになっている。また、言友会という吃音者のセルフヘルプ・グループが全国にあり、吃音者のサポート活動を行っている。

### 薬物による治療
2021年の時点で、米国のFDA（連邦食品医薬品局）は、吃音症に対していかなる医薬品も認可していないが、欧州では吃音に対し、選択式セロトニン再取り込み阻害薬（SSRI:selective serotonin reuptake inhibitor)を用いることが一般化している。
- リスペリドン（ジョンソン・エンド・ジョンソン）・オランザピン（イーライリリー）は、どちらの薬剤もアメリカの実験で一部吃音者の吃音を軽減させる効果が認められたが、製薬会社は2社とも大規模な臨床試験を断念した[52]。
- β遮断薬（ミケラン、アルマール、インデラルなど）は、結婚式の挨拶など特定の場面で、動悸や震えなどの身体症状や強い緊張を伴う一部の吃音症には、ベンゾジアゼピン系抗不安薬との併用で、緩和することがある[要出典]。

SSRI（選択的セロトニン再取り込み阻害薬）やベンゾジアゼピン系の抗不安薬も、一部の吃音を改善する効果がある報告がある。

## 疫学
吃音は人種や言語を問わずに共通して生じる。
発症率 は報告機関によって異なっている。
発達性吃音は、2歳から6歳の間で5%から11%が発症する。発症から4年で75%が自然回復する。また、8歳時点で顕在していれば思春期まで吃音が残るとされ、思春期以降に会話を回避するなどの行為から40%程度 が社交不安障害を発症する。
生涯有病率、および人生で吃音を1回以上経験する割合は、おおよそ5%ほど。多くの吃音は年少期に発症し、ある研究では5歳以下の児童の2.5%が吃音であるとされている。
全体的に男性のほうが女性の5倍以上多いが、この理由は情報が少なく、不明である。吃音のある成人の男女比を調べた研究によると、3:1の割合で男性に多いとされる。しかし、幼児期の男女比を調べた研究では、男女比は、1~2:1の割合である。これは、女子が自然に吃音が消失しやすいことを表していると考えられるが、その他の条件も考慮する必要があり、断定はできない。(女子に少ないのは、胸式呼吸に早く移行する為と考えられている が、吃音の原因に呼吸法が関係しているという根拠を見つけるのは難しい。)児童の吃音発症の初回年齢は、男児と女児で同じであるが、この男女比は年齢を経るごとに変化し、男児のほうがおよそ2倍ほど多くなっていく。この男女比は、1学年児では2倍ほどに、5学年児では3倍ほどに男児が多くなる。
おおよそ65-75%は早期に回復し、全体的な有病率はおよそ1%ほどであるとされている。
日本での推定患者数は成人の1%で、小児とあわせ約70万人程度とされる。

## 欧米
吃音症が発症する原因が不明であるため、2018年現在、決定的な治療法がないことから、吃音を障害として認定している国もある。例えば、アメリカでは2009年に連邦障害者法が改正され、吃音のある人に対して差別を禁止している。ニュージーランドでも法律により障害として扱われる。ドイツでも、障害認定を受けることができる。イギリスでは2010年に平等法(Equality Act 2010)が制定され、吃音のある人は仕事をする上で法的に守られるようになっている。

## 日本

### 社会保障
2005年より日本国は吃音が発達障害者支援法に含まれるという立場を表明している。2014年7月3日に、国立障害者リハビリテーションセンターの発達障害情報・支援センターが、吃音症を「発達障害者支援法に定義されている障害」としてホームページに掲載し、「話し方の障害」「なめらかに話すことが年齢や言語能力に比して不相応に困難な状態」と定義した。この情報が公開されると、相次いで国や地方公共団体等は吃音が発達障害者支援法に含まれると周知を開始した。2014年9月号の厚生労働省広報誌においても「発達障害には吃音も含む」という趣旨の記載がある。内閣府政府広報オンラインに書かれている『発達障害って、なんだろう？』や、東京都福祉保健局が発行した「発達障害者支援ハンドブック2015」に吃音が発達障害であると明記された。
一般的に周知されている発達障害者（自閉症、高機能自閉症、アスペルガー症候群、広汎性発達障害、ADHD、学習障害、運動チック、音声チック、トゥレット症候群、協調運動障害）と同様に吃音児者も公的な福祉サービスや支援を受けることができる。学校や職場で合理的配慮を受けることができ、社会人であれば障害者雇用枠を利用することもできる。また、精神障害者保健福祉手帳を希望すれば軽度であっても申請、取得できる。吃音で身体障害者手帳を取得しているケースもある。この曖昧な部分については、厚生労働省によると、発達障害者支援法に吃音が含まれるという立場になっている。吃音という診断を使わなければ身体障害の可能性もあるという。
日本では障害者基本法に障害者の行政サービスは記載してあるが、差別に関しては記載されていない。

### 医療機関を受診している患者数
厚生労働省によって3年に1度実施される患者調査において、2017年実施分の結果である「閲覧第34表　推計患者数・再来患者の平均診療間隔，入院－外来（初診－再来）×傷病基本分類別」によると、吃音症で医療機関を受診した推計患者数は、8,503.6千人で、平均診療間隔は11.6日 であった。なお、推計患者数は調査日の1日に医療機関を受診した人の数の総和であり、総患者数は、推計患者数などを基にした計算式で出したものである。なお、総患者数は延べ人数ではなく、重複患者は含まれていない、と厚労省は説明している。

### 健康保険適用と診療報酬
吃音は日本国内において、ICD-10やDSMに準じた厚生労働省の「疾病、傷害及び死因分類」 が採用されており、基本的に、医療機関で受診可能な健康保険適用の吃音症という疾病に分類されている。診療報酬情報提供サービス では健康保険適用の疾病とされており、医療機関は、脳血管疾患等リハビリテーション料を請求する仕組みになっている。これは2006年の診療報酬改定の際に、厚労省と言語聴覚士協会が正式合意したものである。
日本音声言語医学会は吃音は広義の意味で構音障害の一つと考えており、保険治療の対象になるという立場である。しかし、患者が受診できる医療機関や治療及び、医師が診療報酬を受け取れる医療や仕組みが限られてしまっている。日本においては吃音症はSTの置かれた耳鼻咽喉科やリハビリテーション科、一部小児科や神経内科、小児神経内科などを除いては、医療体系に充分に含まれていないからである。耳鼻咽喉科などでは吃音症に加え、音声言語障害（言語障害、音声障害、言語機能の障害、言語発達障害などでも可）の診断名を付し、STによる訓練を受けた場合、問題なく健康保険適用される。吃音のみの診断名では自治体の審査支払機関に不適切とみなされ、健康保険適用外としてレセプトが返戻されてしまう場合があるが、審査支払機関によっては可能な場合もある。健康保険適用と認めるか否かは、自治体の診療報酬審査委員会の審査官個人の判断に委ねられ、その基準には幅がある。
精神科、神経科、心療内科などでは、通院・在宅精神療法 の適応疾病や薬剤処方の適応書に吃音症は含まれていない。したがって、かかる治療を受けるのなら健康保険を使って受診できない。しかし、通院・在宅精神療法を点数として取らず、薬剤処方もしなければ吃音症のみで受診することは可能であり、初診料と再診料のみの診療報酬を請求することになる（精神科は検査などを多くしないので、診療報酬が低く、初診料・再診料以外に通院・在宅精神療法などが加算される仕組みになっている）。その場合、審査支払い機関への病態の保証・説得が大事になり、治療法としては、認知行動療法、精神力動的治療（精神分析など）、交流分析、カウンセリング、ロールプレイ、ゲシュタルト療法、家族療法などが挙げられるが、医師の判断や医療機関の治療資源、得意分野などによって違ってくる。医療機関によっては、受診拒否されることがあるが、その医療機関や医師に吃音症の知識や治療資源がなかった場合は、医師法19条が禁止する診療拒否には当たらない。

## 歴史
世界的に見ても、日本はもともと、吃音を治そうとする動きが強い国だった。
明治初期の日本において吃音は不治の疾患であるとされていたが、1903年に伊沢修二が吃音矯正機関として「楽石社」を設立した。伊沢は米国留学中に視話法をグラハム・ベルから学び、それを応用した。楽石社には大町桂月や石井漠なども吃音矯正に通った。
吃音の治療もしくは矯正が可能であると信じられるようにな明治・大正時代には民間矯正所を中心に吃音矯正が展開された。1907年には楽石学院が設立され、30年間に2万人以上の吃音者が矯正を受けた。
ところが、楽石社のプログラムは、訓練中は一定の成果が見られるものの、プログラムが終わり、日常生活に戻るとその効果は持続しないという問題点があった。これに対して、言友会の設立者である伊藤伸二は、1976年に「吃音者宣言」を出し、「治す努力の否定」を打ち出した。
戦前はドイツ医学が主流で耳鼻咽喉科学の視点から吃音研究がなされたが、戦後は米国の言語病理学が導入され、1956年には吃音を研究対象とする日本音声言語医学会が設立された。
1997（平成 9）年には吃音の治療や支援を行う専門職のために言語聴覚士法が成立した。
2013年には米国精神医学会のDSMシリーズが第五版に改訂された。精神障害の診断と統計マニュアルDSM-5において、吃音は「神経発達症群/神経発達障害群 (Neurodevelopmental Disorder)」という一般に知られる発達障害（自閉症、高機能自閉症、アスペルガー症候群、広汎性発達障害、ADHD、学習障害、運動チック、音声チック、トゥレット症候群、協調運動障害）者と同様の枠に分類された。"Childhood‒Onset Fluency Disorder (Stuttering)"は、「小児期発症流暢症/小児期発症流暢障害（吃音）」と訳された。これは、日本精神神経学会が、DSM‒5の病名や用語に対してさまざまな訳語が用いられるという混乱を防ぐ目的で「DSM‒5 病名・用語翻訳ガイドライン」を作成した際に定められた。「症」と「障害」がスラッシュで併記されている理由は、保護者養育者・子どもを慮って「障害」を「症」と変えた場合，およびDSM‒IVなどから引き継がれた疾患概念で旧病名がある程度普及して用いられている場合のいずれかに該当するからである。
WHO（世界保健機関）の疾病分類 ICD-10 では、”stammering”と表記されていたが、2019年5月30日に世界保健総会で承認された第11版 (ICD-11) においては、”Developmental speech fluency disorder”と表記されている。

## 吃音症を取り扱った作品
小説
- 岩明均『風子のいる店』
- 押見修造『志乃ちゃんは自分の名前が言えない』 - 主人公が吃音症（作中での明言はなし）。作者の経験が元になっている。
- 小島信夫『吃音学院』
- 椎野直弥『僕は上手にしゃべれない』
- 重松清『青い鳥』 - 吃音を持つ中学校の非常勤教師とその生徒たちにまつわる短編。
- 重松清『きよしこ』 - 連作短編集。作者自身をモデルにした吃音の少年を描いている。
- 諏訪哲史『アサッテの人』 - 作家本人が吃音者。
- ロバート・R・マキャモン『少年時代』
- 三島由紀夫『金閣寺』

漫画
- 珈琲『ワンダンス』- 月刊アフタヌーンで連載中のストリートダンスを題材とした漫画。主人公の小谷花木が吃音者。著者の珈琲も吃音者であり、その実体験を基にしたリアルな吃音描写が特徴。
- 原作：中村力斗・作画：野澤ゆき子『君のことが大大大大大好きな100人の彼女』 - 週刊ヤングジャンプで連載中のラブコメ漫画。登場人物の一人である好本静が吃音者。

映画・演劇
- 『英国王のスピーチ』 - イギリス映画。国王ジョージ6世の演説をめぐる物語。
- 『傾城反魂香』 - 歌舞伎・人形浄瑠璃の演目。
- 『日本人のへそ』 - 井上ひさしによる戯曲。吃音の治療劇という設定で物語が進行する。

落語
- 『授業中』『浪曲社長』『月給日』 - 三代目三遊亭圓歌による創作落語で、吃音の人物が登場する。圓歌自身が吃音者だった（とされる）。

楽曲
- スキャットマン・ジョン「スキャットマン」 - 「吃音に悩む子供たちが逆境を乗り越えられる様に」というコンセプトで作られた曲。ジョン自身が吃音者で特徴的なスキャットは吃音を昇華させたものである。他にも吃音をテーマにした曲は多い。